# آسیکالا
آسیکالا (به فنلاندی: Asikkala) یک منطقهٔ مسکونی در فنلاند است که در پی‌ینه تاواستیا واقع شده‌است.